# Compromis van Caspe

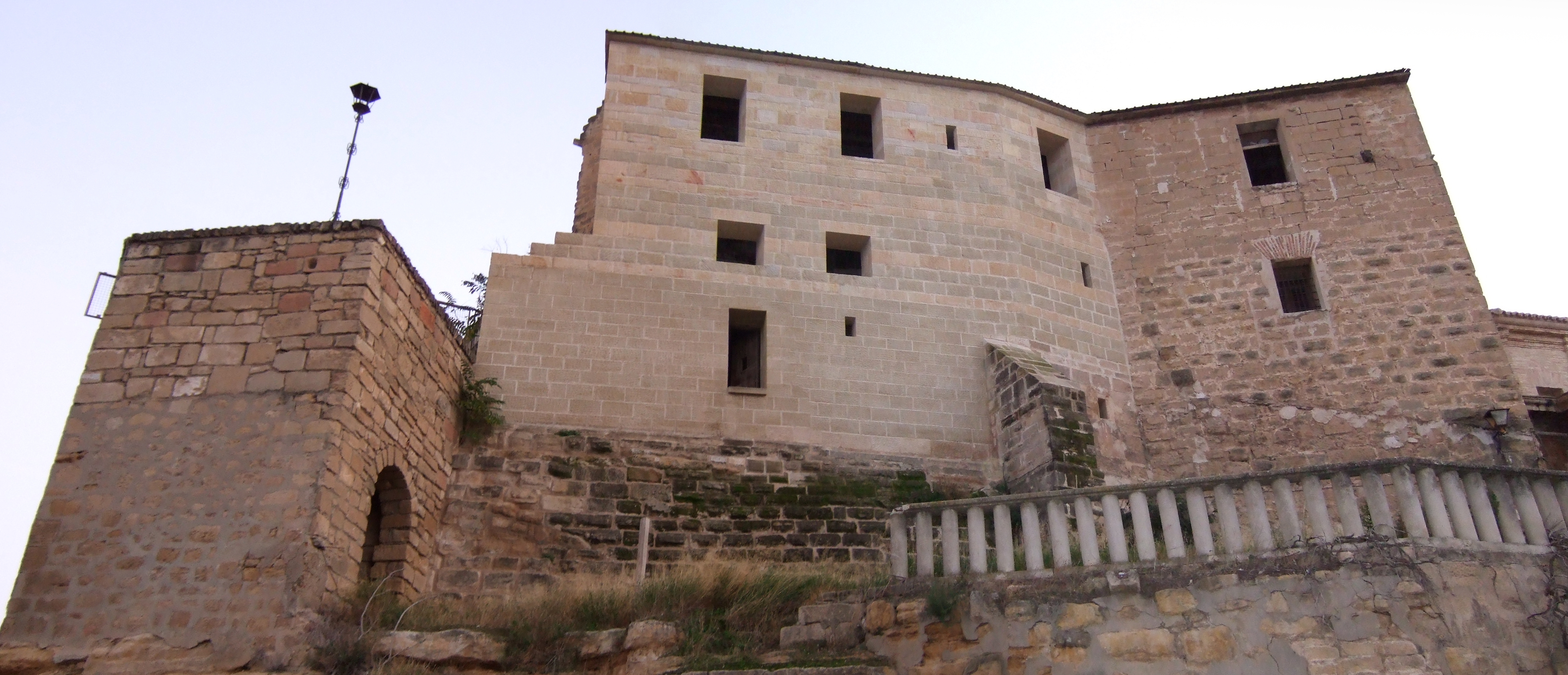
kasteel waar het Compromis van Caspe gesloten werd

Het Compromis van Caspe was een besluit en resolutie, opgesteld door vertegenwoordigers van het koninkrijk Aragón, Valencia en het vorstendom Catalonië, om een einde te maken aan het interregnum dat begon met de dood van koning Martinus I van Aragón in 1410.
Koning Martinus I van Aragón had zelf het probleem van zijn troonopvolging kunnen vermijden door vóór zijn dood een opvolger aan te wijzen, maar dat deed hij niet. Als hij zich ten gunste van Jaume van Urgell had uitgesproken, was deze vrijwel zeker aan de macht gekomen. Jaume was destijds een van de meest invloedrijke politieke figuren.
Het recht van troonopvolging van Aragón was onduidelijk en  meer gebaseerd op gewoonte dan op een specifieke wetgeving. Er bestond in zake ook geen jurisprudentie. Bij alle voorafgaande troonopvolgingen was de troon overgegaan in de handen van de oudste zoon, of naar de eerstvolgende jongere broer, of enige dochter. Mannelijke opvolgers hadden tot dan toe wel altijd de voorkeur gekregen boven vrouwelijke opvolgers. Zo had bijvoorbeeld Martinus I van Aragón de voorkeur gekregen boven de oudste dochters van zijn oudere broer Johan. Daartegenover stond dat Petronila van Aragón wél de voorkeur had gekregen boven de mannelijke kandidaten.
De meest belangrijke kandidaten voor opvolging van Martinus I waren destijds:
- Frederik van Aragón y Luna, (1402-1438) graaf van Luna, kleinzoon van Martinus I van Aragón en koningin María de Luna, bastaardzoon van de vroegtijdig gestorven Martinus I van Sicilië. Frederik was geen serieuze kandidaat omdat hij minderjarig en onervaren was. De paus zou hem bovendien als rechtmatig kind van Martinus I moeten erkennen.
- Jaume, graaf van Urgell, afstammeling in de vijfde orde van de collaterale lijn, achterkleinzoon van Alfons IV van Aragon in de mannelijke lijn en door Martinus bevorderd tot luitenant van het koninkrijk.  Eerste mannelijke bloedverwant in de lijn, zoon van de oudste neef van Martinus.
- Alfons, graaf van Gandia, afstammeling in de vijfde orde van de collaterale lijn, een tachtigjarige kleinzoon van Jacobus I van Aragón in de mannelijke lijn, die in 1412 stierf waardoor zijn zoon de volgende graaf van Gandia werd. Neef van de vader van Martinus I. De oudste kandidaat en tevens hoog in de rang in verwantschap met de regerende koningen van Aragón.
- Lodewijk III van Anjou, graaf van Calabrië, afstammeling in de vierde orde van de collaterale lijn, kleinzoon van Johan I van Aragón, via zijn moeder Yolande van Aragón. Had de status van eerstgeborene als achterneef van Martinus I. Johan I was de oudste zoon van Peter IV van Aragon en de oudste broer van Martinus, waardoor Lodewijk binnen de lijn van troonopvolging viel. Hij werd gesteund door de aartsbisschop Heredía van Zaragoza, die echter vermoord werd door aanhangers van Jaume van Urgell.
- Ferdinand van Trastámara, ook Ferdinand van Antequera genoemd, prins van Castilië, afstammeling in de derde orde van de collaterale lijn, kleinzoon van Peter IV van Aragón via zijn moeder Eleonora van Aragón, koningin van Castilië, eerstgeboren neef van Martinus.
- Isabel van Aragón en Fortiá, een halfzus van de vader van Martínus I van Aragón, dochter van Peter IV van Aragón en zijn vierde vrouw Sibila van Fortiá. Ze werd buitenspel gezet omdat ze vrouw was en met een andere aspirant, de graaf van Urgell getrouwd, hoewel haar claim op de troon onafhankelijk was van haar huwelijk met Jaume van Urgell.

De onderhandelingen waren bijzonder moeilijk en verliepen stroef vanwege de tegenstrijdige belangen van de vertegenwoordigers van Aragón, Barcelona en Valencia.
Op 15 februari 1412 werden er op voorstel van Benedictus XIII negen onderhandelaars, in het Spaans compromisarios genoemd, aangewezen.
Namens het koninkrijk Aragón:
- Domènec Ram, bisschop van Huesca.
- Francesc de Aranda, vroeger raadsman aan het hof en vertegenwoordiger van Benedictus XIII.
- Berenguer de Bardaixí, rechtskundige en vertegenwoordiger van de Cortes van Aragón.

Namens het vorstendom Catalonië:
- Pere de Sagarriga i de Pau, aartsbisschop van Tarragona.
- Bernat de Gualbes, raadsman en vertegenwoordiger van de stad Barcelona.
- Guillem de Vallseca, vertegenwoordiger van de Corts Reials Catalanes.

Namens het koninkrijk Valencia:
- Bonifaci Ferrer, prior van het klooster van Portaceli, vertegenwoordiger van Valencia, broer van Vicent Ferrer.
- Vicent Ferrer, kerkgeleerde, dominicaanse vertegenwoordiger van Valencia, broer van Bonifaci Ferrer.
- Pere Bertran (vervanger van Gener Rabassa), rechtskundige en vertegenwoordiger van Valencia.

De onderhandelingen duurden van 29 maart tot 29 juni 1412 en werden in Caspe gevoerd omdat dat op een centraal punt tussen de twee koninkrijken en het graafschap Barcelona lag.
Op 28 juni 1412 werd Ferdinand van Antequera uitgeroepen tot koning: hij kreeg de stemmen van drie Aragonezen, twee Valencianen (Bonifaci en Vicent Ferrer) en een van de Catalanen. De Catalanen waren verdeeld; de hogere adel steunde Jaume, maar de lagere adel en de burgers waren tegen hem gekeerd.
Ferdinand was zeer rijk vanwege zijn bezittingen in Castilië en genoot na zijn overwinning op de Moren bij Antequera in 1410 groot aanzien. 
De uitslag van het Compromis van Caspe werd in Aragón met enthousiasme ontvangen. In Valencia waren de meningen verdeeld en de Catalanen waren grotendeels teleurgesteld. Pro-Catalanen noemden het compromis later verraad aan de Catalaanse zaak.
Uiteindelijk had men gekozen voor de sterkste man en lieten de negen onderhandelaars de uitslag niet bepalen door de bloedlijnen of de beste wettelijke claim op de troon, voor zover deze bestond.